# 찰스 G. 도스
찰스 게이츠 도스(Charles Gates Dawes, 1865년 8월 27일 ~ 1951년 4월 23일)는 미국의 금융인·정치인이다. 제1차 세계 대전 후 독일의 재정 개편안을 제시하여 그 공로로 노벨 평화상을 수상했으며, 1925년부터 1929년까지 캘빈 쿨리지 대통령 아래 제30대 부통령으로 재직하였다.

## 어린 시절
오하이오주 매리에타에서 태어나 뛰어난 공무원으로 성장하였다. 그의 부친은 남북 전쟁 베테랑이자 하나의 기간의 공화당 의원이었다. 그의 조상들은 식민주의자들에게 영국군에 접근을 경고하는 데 폴 리비어와 함께 탄 윌리엄 도스를 포함하였다. 도스는 1884년 매리에타 칼리지를 졸업하여 신시내티 로스쿨로부터 자신의 법학 학위를 받았다.
로스쿨을 끝낸지 짧은 후에 오하이오주지사는 네브래스카주 링컨에 가서 자신의 부동산 보유물을 돌보는 데 그를 기용하였다. 도스는 그렇게 하였고 거기에 자신의 법률 실행을 열었다. 그의 법률 사무실은 동년에 자신의 법률 실행을 열은 윌리엄 제닝스 브라이언의 사무실의 2층 위에 있었다. 둘은 자신들의 정치적 차이에 불구하고 장기적 친구들이 되었다.

## 초기 경력

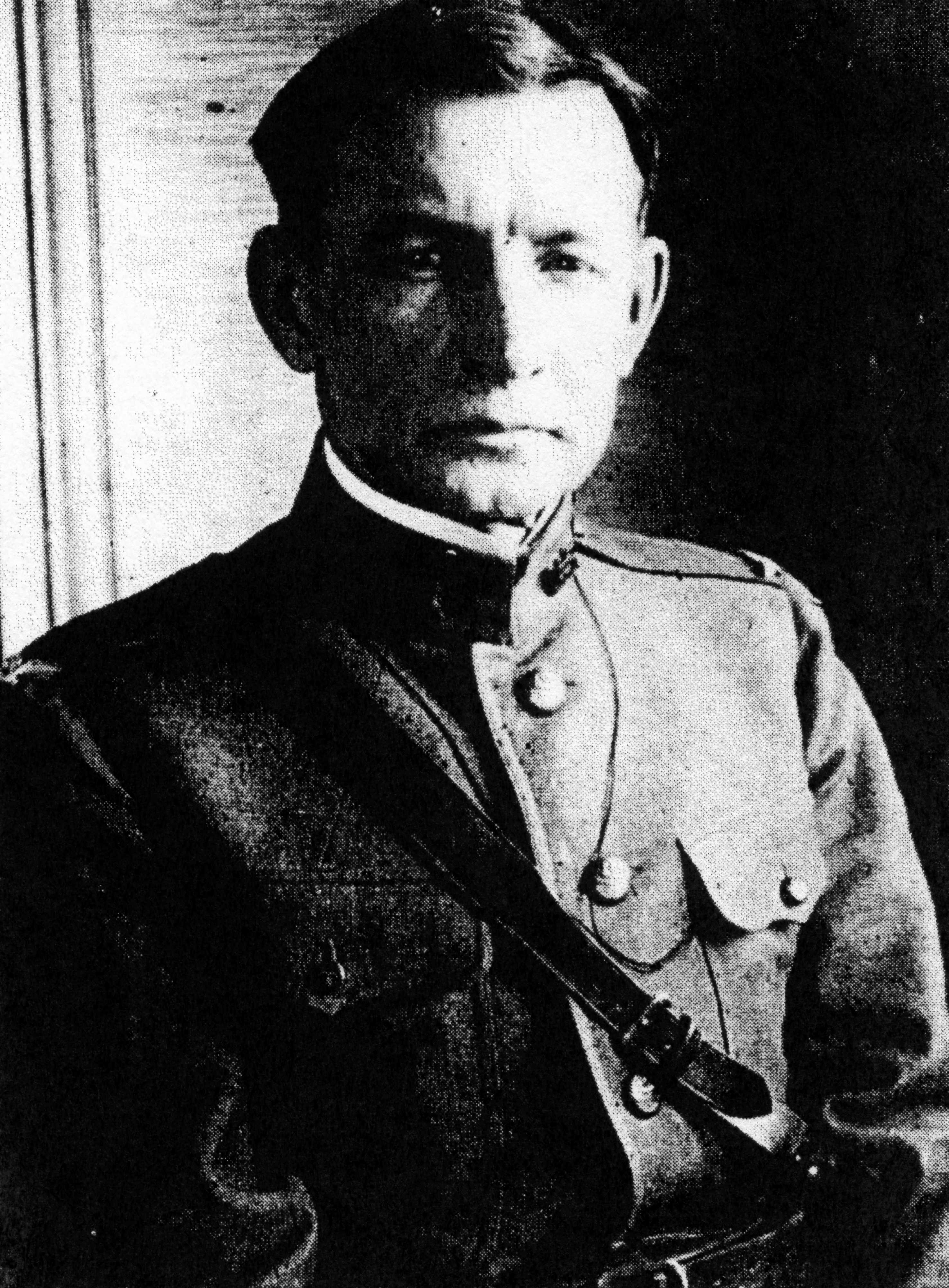
제1차 세계 대전 군복무 시절의 도스

1895년 도스는 사업의 기회들을 수행하는 데 일리노이주 시카고로 이주하였다. 거기서 그는 윌리엄 매킨리를 만나 결국적으로 1896년 미국 대통령 선거를 위하여 매킨리의 시카고 본부의 담당에 놓였다. 매킨리가 이겼을 때 그는 도스를 재무부에서 통화 감사자로 만들었다. 도스는 미국 상원을 위하여 출마하는 데 1901년에 사임하여 매킨리의 지지를 기대하였다. 9월 매킨리가 암살되고 시어도어 루스벨트가 대통령이 되었을 때 도스는 행정부 혹은 지방 당 보스로부터 더 이상 지지가 없어 패하는 데 내려갔다. 사업으로 돌아간 도스는 일리노이주 중앙 신뢰 회사의 회장이 되었다. 미국이 제1차 세계 대전에 들어갔을 때 52세의 도스는 제17 철도 공학 부대의 소장으로 위임되었다. 그는 결국적으로 유럽에서 미군들을 위한 공급 조달의 상관이 되었고, 후에 연합군의 명령이 통합된 후 연합국 공급 군사 위원회의 미국 회원으로 지냈다.

## 도스 플랜
도스는 의회 위원회가 전쟁 지출을 조사하기 전에 자신이 증언에 요청되었을 때 국민적 인물로 등장하였다. 그는 구별을 가지고 봉사하였고 증언으로 요구와 함께 좌절하였다. 자신이 가격 공식에 전달되었을 때 도스는 격분하였고, 위원회를 그들의 "땅콩 정치"로 비난하였다. 비속어가 삭제된 그의 증언은 정부 인쇄소의 베스트셀러가 되었고, 그가 무뚝뚝하게 말한 다채로운 사정들 중의 하나로 "Hell and Maria"라는 별명이 붙었다. 다음해 예산국이 창조되었을 때 워런 G. 하딩 대통령은 도스를 그 초대 국장으로 임명하였다. 1923년 독일의 경제가 흔들렸을 때 그는 그것을 해결할 계획을 세우는 데 임명되었다. 도스 플랜은 독일의 예산에 균형을 이루고, 국가은행을 재결성하고 통화를 안정시키는 데 메커니즘을 소개하였다. 플랜이 후에 부적당한 것으로 증명하였어도 그것은 당시 성공적으로 보였고 역사로 돗의 가장 잘 알려진 공헌으로 서 있었다. 그 공로로 그는 1925년 노벨 평화상을 수상하였다.

## 제30대 부통령

백악관에서 쿨리지 대통령과 함께

1924년 캘빈 쿨리지는 도스를 자신의 러닝메이트로 선택하였고, 둘은 압승하였다. 하지만 둘 사이의 관계는 빠르게 신맛이 났다. 1789년으로 돌아가 전통과 함께 의하면 도스는 상원으로 간단한 취임 연설을 하는 것이었다. 상원의 규칙으로 그의 긴 공격 연설은 후에 쿨리지가 연설한 취임 연설로부터 헤드라인과 스포트라이트를 훔쳤다. 그렇게 하는 데 쿨리지가 그를 제공마저 하기 전에 도스는 내각 회의에 앉는 데 거절하면서 문제들을 악화시켰다. 또다른 분쟁 사건은 법무장관 찰스 워런을 위한 쿨리지의 2번째 지명에 일어났다. 그의 부재시 투표가 이루어지지 않을 것에 확신된 후 도스는 확인 절차 중에 윌러드 호텔에서 쪽잠을 자기 위하여 상원의 층을 떠났다. 그가 사라진 동안 투표가 열려 도스가 상원의 사회자로서 해결할 수 있었던 결과적으로 동점이었다. 하지만 그가 도착했을 때 워런의 지지자는 자신의 투표를 바꾸었고, 후보 지명은 거절되었다. 그 일은 앤드루 존슨의 대통령직 이래 내각 임명의 첫 거절이었고, 쿨리지는 도스에게 책임을 묻었다. 또다른 기간을 추구하는 데 1927년 쿨리지가 거절하였을 때 도스는 대통령을 위한 후보로 떠올랐으나 지지는 빠르게 허버트 후버의 주위에 결합하였다.

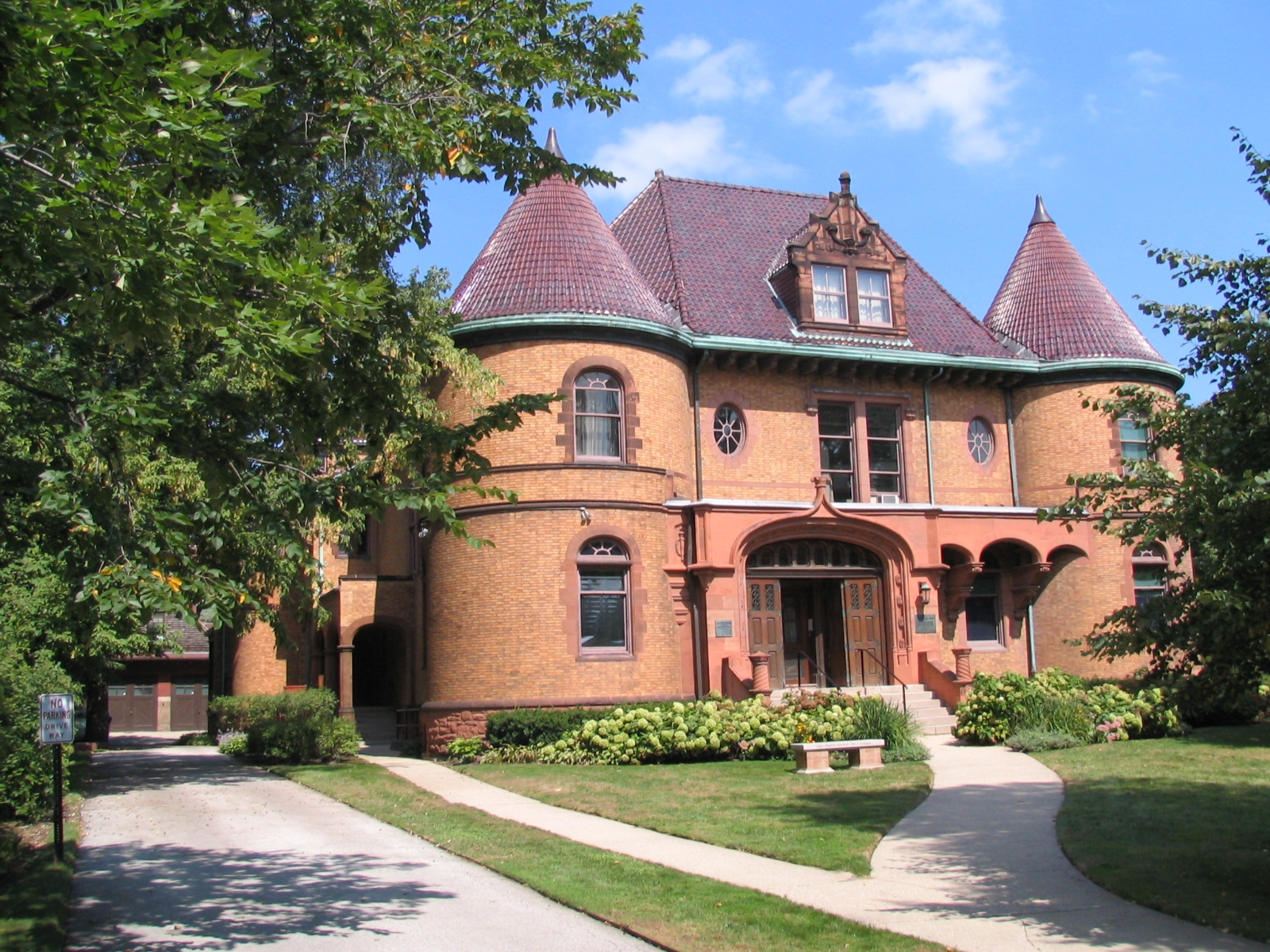
일리노이주 에번스턴에 있는 도스의 저택. 그는 여기서 1909년부터 1951년까지 살았으며 현재는 미국 국립역사기념물이다.

## 이후의 생애
후버 대통령은 도스를 영국 주재 미국 대사로 임명하여 1929년부터 1932년까지 지냈다. 그러고나서 도스는 대공황이 있던 동안 신용 문제 완화를 돕는 데 창조된 새로운 재건 금융 법인의 우두머리로서 잠시 지냈다. 도스는 자신이 이전에 국장을 지낸 은행이 실패했을 때 이후의 직위를 떠나 법인으로부터 대출을 받는 데 필요하였다. 그는 결국적으로 은행을 재결성하였고, 그 대출의 전부를 갚았다. 1951년 4월 23일 에번스턴에서 사망할 때까지 그는 시카고 시티 내셔널 은행 신용 주식회사를 위하여 이사회 의장으로 남아있었다.

## 역대 선거 결과
| 선거명      | 직책명        | 대수 | 정당   | 득표율 | 득표수 (선거인단)    | 결과 | 당락               |
| ----------- | ------------- | ---- | ------ | ------ | -------------------- | ---- | ------------------ |
| 1924년 선거 | 미국의 부통령 | 30대 | 공화당 | 54.03% | 15,719,921표 (382명) | 1위  | 미국의 부통령 당선 |